# Saloptia powelli
Saloptia powelli là loài cá biển duy nhất thuộc chi Saloptia trong họ Cá mú. Loài này được mô tả lần đầu tiên vào năm 1964.

## Từ nguyên
Không rõ nguồn gốc từ nguyên của Saloptia, còn từ định danh powelli được đặt theo Ronald Powell, nhân viên kiểm ngư ở quần đảo Cook, là người đã cung cấp mẫu định danh.

## Phân loại học
Dựa trên kết quả giải trình tự ADN, Ma và Craig (2018) chỉ xem Saloptia là đồng nghĩa của Plectropomus, tuy nhiên điều này không được đồng tình bởi nhiều nhà ngư học, như Parenti và Randall (2020) xác định rằng Saloptia có gai vây hậu môn cứng chắc hơn so với Plectropomus, cũng như cả hai có sự chênh lệch về kích thước đầu so với chiều dài chuẩn.

## Phạm vi phân bố và môi trường sống
S. powelli có phân bố tập trung chủ yếu ở Thái Bình Dương nhưng không liên tục, từ hai quần đảo Hoàng Sa và quần đảo Trường Sa của Việt Nam trên Biển Đông, ngược lên phía bắc đến ngược lên phía bắc đến quần đảo Ryukyu (Nhật Bản), xa về phía nam đến rạn san hô Great Barrier (Úc) và Nouvelle-Calédonie, về phía đông đến tận Polynésie thuộc Pháp; ở phía đông Ấn Độ Dương, S. powelli đã được ghi nhận tại đảo Giáng Sinh.
S. powelli được tìm thấy ở độ sâu trong khoảng 140–367 m.

## Mô tả
Chiều dài cơ thể lớn nhất được ghi nhận ở S. powelli là 39 cm.
Số gai ở vây lưng: 8; Số vây tia mềm ở vây lưng: 11; Số gai ở vây hậu môn: 3; Số vây tia mềm ở vây hậu môn: 8.

## Thương mại
S. powelli được đánh bắt trong ngành ngư nghiệp.